# Stian Arnesen
Stian André Arnesen (Hamar, Norveška, 7. svibnja 1978.), poznatiji pod pseudonimima Nagash i Lex Icon, norveški je black metal glazbenik.

## Životopis
Glazbenu je karijeru započeo 1992. godine sa sastavom Troll gdje svira gitaru i klavijature. Iste godine osnovao je Covenant (koji je 1999. promijenio ime u The Kovenant). Godine 1996. pridružio se sastavu Dimmu Borgir, kojeg je bio napustio je 1999. kako bi se uredotočio na svoje djelovanje u sastavu The Kovenant. 
Bio je pjevač u projektu Carpe Tenebrum. Pjevao je na albumima Majestic Nothingness i Mirrored Hate Painting. Napustio je projekt 1999.
Godine 2004. sa Shagrathom iz Dimmu Borgira osniva hard rock/heavy metal sastav Chrome Division gdje svirao je na bubnjeve, iz kojeg izlazi iste godine.
Od 2015. do 2016. bio je bubnjar black/thrash metal sastava Kvesta.

## Diskografija
| Dimmu Borgir (1996. – 1999.) - Devil's Path (1996., EP) - Enthrone Darkness Triumphant (1997.) - Godless Savage Garden (1998., EP) - Spiritual Black Dimensions (1999.) The Kovenant (1992. – danas) - In Times Before the Light (1997., kao Covenant) - Nexus Polaris (1998., kao Covenant) - Animatronic (1999.) - SETI (2003.) | Troll (1993. – danas) - Trollstorm over Nidingjuv (1995., demo) - Drep de kristne (1996.) - The Last Predators (2000.) - Universal (2001.) - Neo-Satanic Supremacy (2010.) - Tilbake til Trollberg (2020., EP) Kvesta (2015. – 2016.) - Human Scum (2015., EP) Carpe Tenebrum (1997. – 1999.) - Majestic Nothingness (1997.) - Mirrored Hate Painting (1999.) |